# Ivan Mackerle
Ivan Mackerle (ur. marzec 1942 w Pilznie, zm. 3 stycznia 2013 w Pradze) – czeski kryptozoolog, autor, konstruktor i poszukiwacz. Organizował wyprawy w poszukiwaniu potwora z Loch Ness w Szkocji, wilkowóra tasmańskiego w Australii i Mamutaka na Madagaskarze. Najbardziej znany był ze swoich poszukiwań mongolskiego robaka śmierci, odbył trzy wyprawy do Mongolii w 1990, 1992 i 2004 roku. Był autorem wielu książek i publikacji, a od 1998 do 2002 był redaktorem naczelnym czeskiego magazynu o zjawiskach paranormalnych Fantastická fakta (Fantastyczne fakty). Był także wieloletnim współpracownikiem wielu magazynów, w tym Fortean Times.

## Młodość
Urodził się w Pilźnie w Protektoracie Czech i Moraw jako syn konstruktora samochodowego. Gdy miał trzy lata, jego rodzina przeniosła się do Kopřivnicy na Morawach. Od najmłodszych lat fascynował się legendarnymi stworzeniami, zwłaszcza mongolskim robakiem śmierci, a także intensywnie czytał książki przygodowe Jaroslava Foglara oraz czasopisma dla dzieci Vpred i Junak, które były nielegalne wówczas w komunistycznej Czechosłowacji. Innymi autorami, którzy wywarli na niego wpływ byli rosyjski paleontolog i autor science-fiction Iwan Jefriemow, a także Charles Fort, amerykański badacz zjawisk paranormalnych.
Mackerle przeprowadził się do Pragi w wieku 16 lat, gdzie uczęszczał do Politechniki Czeskiej w Pradze, studiując inżynierię mechaniczną, nauczywszy się już wiele o zoologii i elektronice. Po ukończeniu studiów pracował jako konstruktor i był dyrektorem firmy motoryzacyjnej, zanim zdecydował się poważniej zająć kryptozoologią.

## Kariera

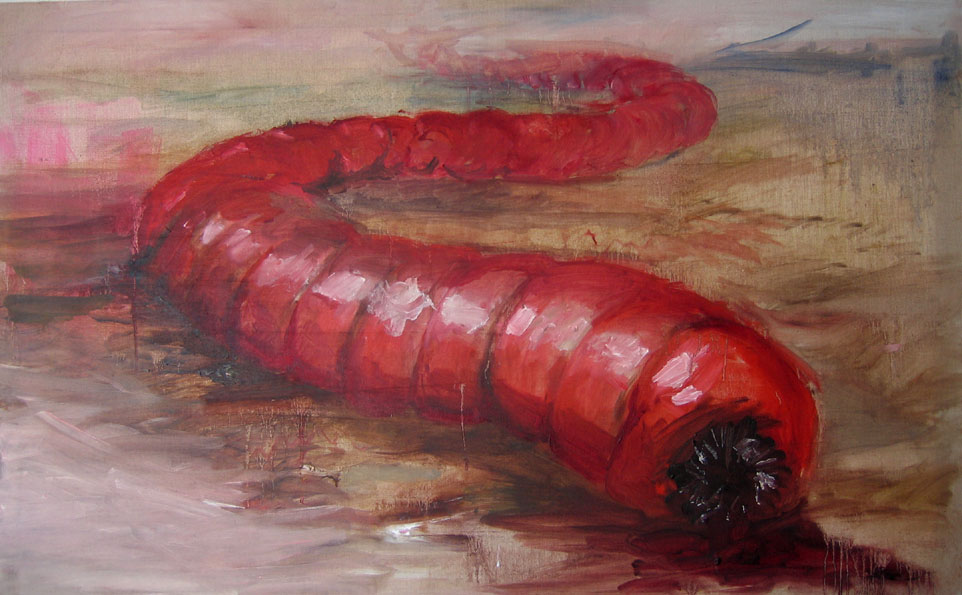
Obraz przedstawiający wyobrażenie mongolskiego robaka śmierci

Wraz ze swoim byłym kolegą z pracy Michalem Brumlikiem zaczął badać rzekomo nawiedzone zamki w Czechosłowacji. Na potrzeby swoich wypraw zakupił amfibię Volksvagena 166 Schwimmwagen, z czasów drugiej wojny światowej i przerobił ją tak, aby nadawała się do jego pracy. Używał tego pojazdu do eksploracji Siedmiogrodu w poszukiwaniu zamku Drakuli. W wieku 27 lat podjął szczególne wysiłki, aby uzyskać pozwolenie od komunistycznego rządu Czechosłowacji na wyjazd do Szkocji w celu zbadania potwora z Loch Ness. Podczas swojej krótkiej wizyty spotkał innego badacza Loch Ness, Roberta H. Rinesa i był pod wrażeniem wykorzystania fotografii podwodnej i ultradźwięków. W latach 80. wypracował reputację w Czechosłowacji dzięki swoim wykładom i występom audiowizualnym. Sprzedaż jego popularnej książki Cesty za příšerami a dobrodružstvím (Wyprawy za potworami i przygodami), a także jego wykłady i felietony w gazetach i czasopismach, pomogły mu zebrać fundusze.
W 1989 roku Mackerle stał na Placu Wacława ze swoim przyjacielem Jiřím Skupieniem, uczestnicząc w demonstracji podczas aksamitnej rewolucji i mówił o ich pragnieniu udania się do Mongolii. Swoją pierwszą podróż do tego kraju odbył w następnym roku. Jego zespół rozpoczął ośmiotygodniowe poszukiwania dużego, śmiercionośnego ciemnoczerwonego stworzenia podobnego do robaka, o którym sądzono, że zamieszkuje pustynię Gobi, mongolskiego robaka śmierci. Mackerle uważał, że przypomina on Amfisbeny z Ameryki Południowej. Opisał zwierzę na podstawie doniesień z drugiej ręki jako „przypominający kiełbasę robak o długości ponad pół metra (20 cali), gruby jak ramię człowieka, przypominający jelito bydła. Jego ogon jest krótki, jakby odcięty, ale niezwężający się. Trudno odróżnić jego głowę od ogona, ponieważ nie ma widocznych oczu, nozdrzy ani ust. Jego kolor jest ciemnoczerwony jak krew lub salami...”.
Przypuszczał on, że robak wydobywał swój jad z rośliny goyo i był zdolny do zadawania śmiertelnych wstrząsów elektrycznych swoim ofiarom. W 1992 Ivan odbył drugą ośmiotygodniową podróż do Mongolii, podczas której został ostrzeżony w buddyjskim klasztorze, że robak jest stworzeniem „nadprzyrodzonego zła” i że naraża swoje życie poszukując tego stworzenia. Mackerle wspomina żywy sen o robaku i twierdzi, że obudził się z niewyjaśnionymi, wypełnionymi krwią wrzodami na plecach. Zebrał wystarczającą ilość zdjęć, materiałów filmowych i danych, aby nakręcić film dokumentalny o swoich podróżach do Mongolii, który został wyemitowany w czeskiej telewizji w 1993 roku.
Wyprawy Mackerle’a obejmowały również bezskuteczne poszukiwania ludożerczych kwiatów śmierci na Madagaskarze oraz nurkowanie u wybrzeży mikronezyjskiej wyspy w poszukiwaniu mauzoleum z platynowych trumien. W latach 1998–2002 był redaktorem naczelnym magazynu „Fantastická fakta”, pisząc o dziwnych zjawiskach i zjawiskach paranormalnych. Był także konsultantem przy produkcji serialu telewizyjnego Záhady a mystéria (Enigmy i tajemnice) w latach 1998–2000.
We wczesnych latach 2000. cierpiał na problemy z sercem, ale wyzdrowiał do 2004 roku i rozpoczął swoją trzecią wyprawę do Mongolii późnym latem tego samego roku. Przeszukał pustynię z pilotem ultralekkiego samolotu Jiřím Zitką, z kamerą przymocowaną do samolotu, ale bezskutecznie. Doszedł do wniosku, że stworzenie było prawdopodobnie mityczne, wymysłem wyobraźni lub „problem psychologicznym” jak to ujął, spowodowanym ekstremalnym upałem na pustyni.

## Życie prywatne
W wolnym czasie Ivan interesował się również historycznymi pojazdami wojskowymi.
W wieku 20 lat ożenił się z Ivoną Palickovą, mieli razem syna Danny’ego, który uczestniczył w niektórych wyprawach swojego ojca.
Mackerle zmarł 3 stycznia 2013 roku po długiej chorobie.